# Comté d'Inyo
Pour les articles homonymes, voir Inyo.
Le comté d'Inyo (en anglais : Inyo County) est un comté américain de l'État de Californie. Au recensement des États-Unis de 2020, il compte 19 016 habitants. Son nom signifie « demeure du grand esprit » en mono. Le siège de comté est Independence, bien que Bishop compte plus d'habitants.

## Histoire
Formé en 1866, le comté d'Inyo s'agrandit en 1870 en absorbant une partie du territoire du comté de Mono, puis à nouveau en 1872 en absorbant des territoires du comté de Kern et du comté de San Bernardino.

## Géographie

### Situation
| Comté de Fresno | Comté de Mono           | Comté d'Esmeralda (Nevada) |
| Comté de Tulare | comté d'Inyo            | Comté de Nye (Nevada)      |
| Comté de Kern   | Comté de San Bernardino | Comté de Clark (Nevada)    |

### Localités
Le comté d'Inyo compte une unique ville, Bishop, le siège de comté, Independence, étant classifié comme une census-designated place (CDP). Avec une superficie totale de 26 426 km2, il est le deuxième plus vaste de Californie après le comté de San Bernardino.
Il comprend une partie du parc national de la vallée de la Mort, une partie de la forêt nationale d'Inyo, ainsi que le Manzanar National Historic Site.

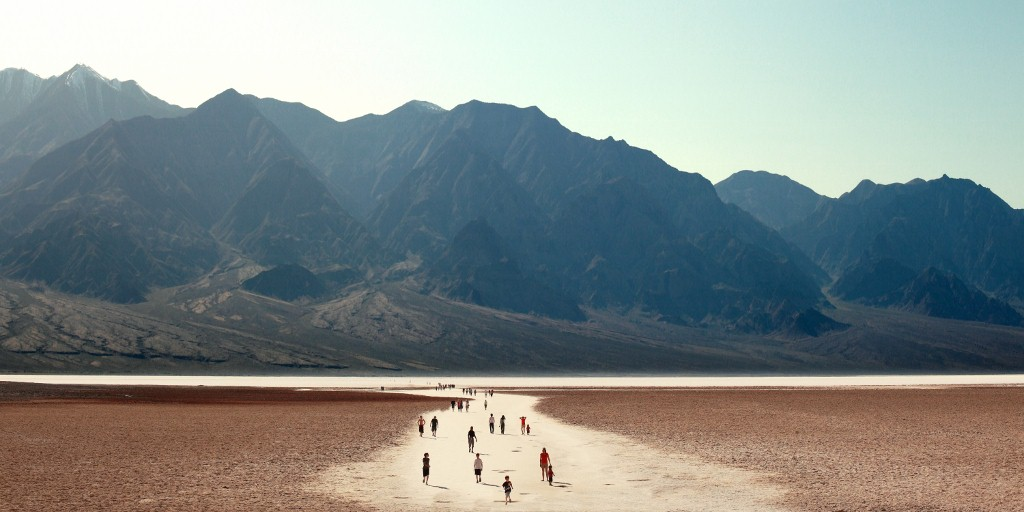
Badwater.
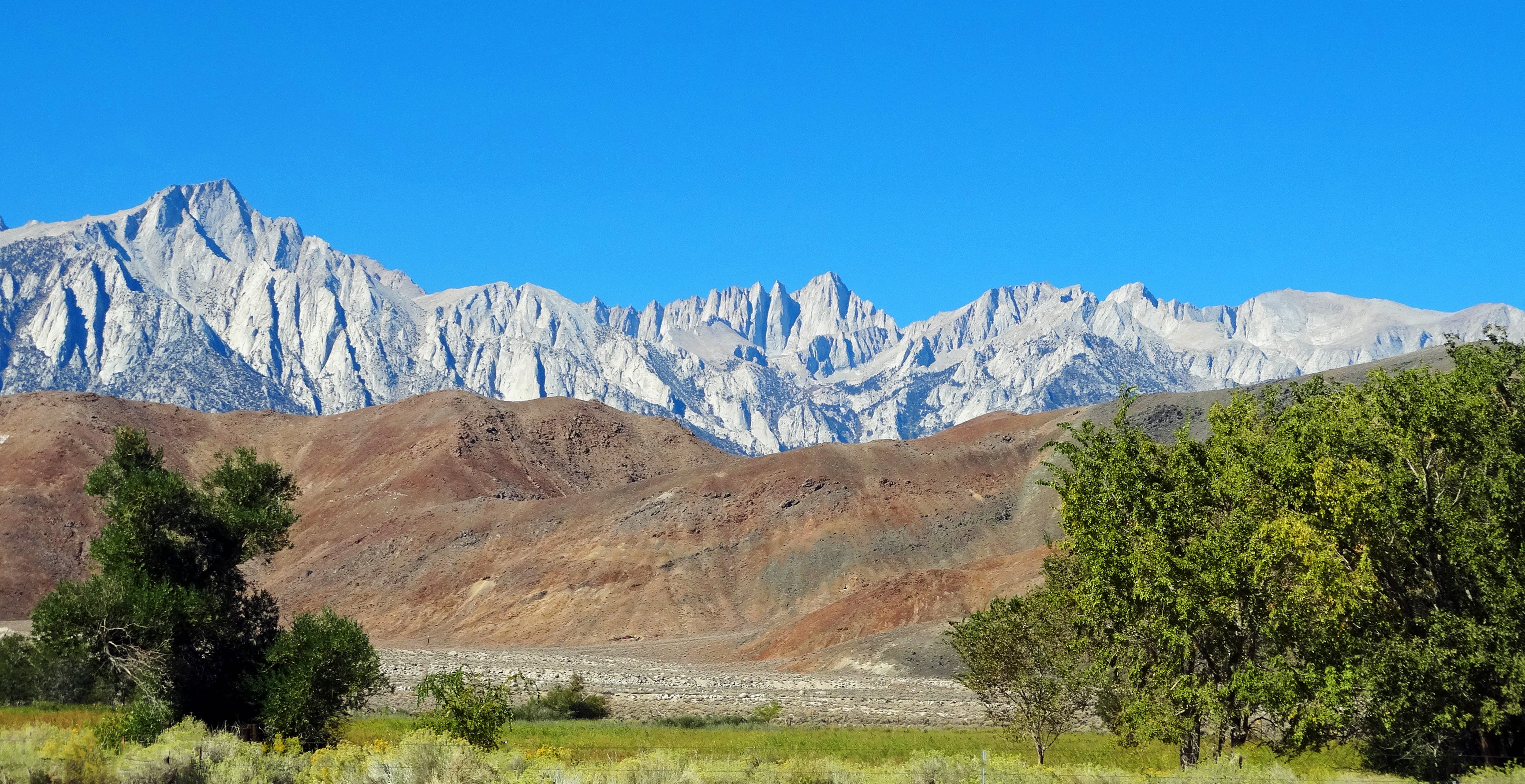
Vue du mont Whitney.
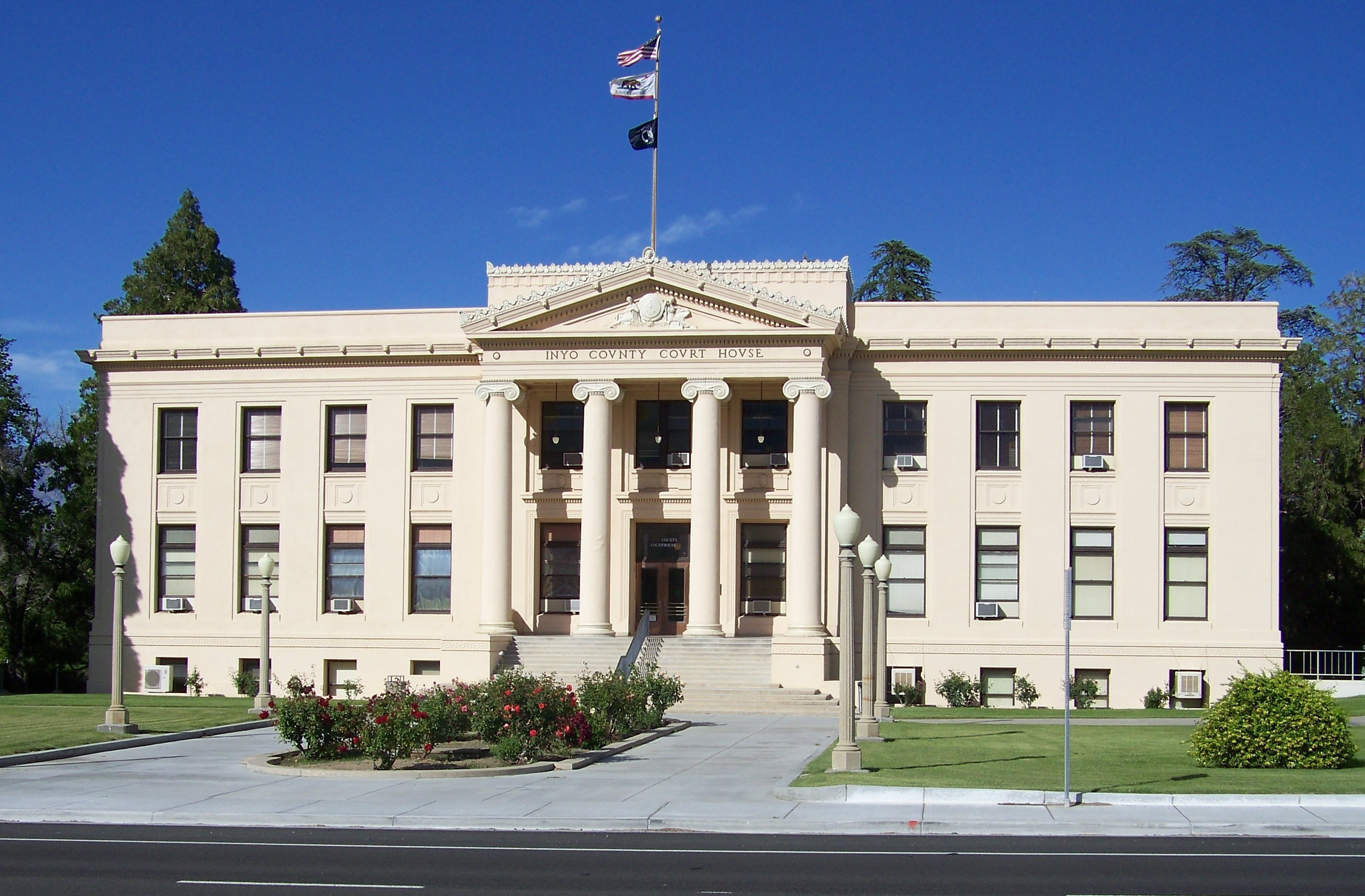
Le palais de justice d'Independence, siège de comté.
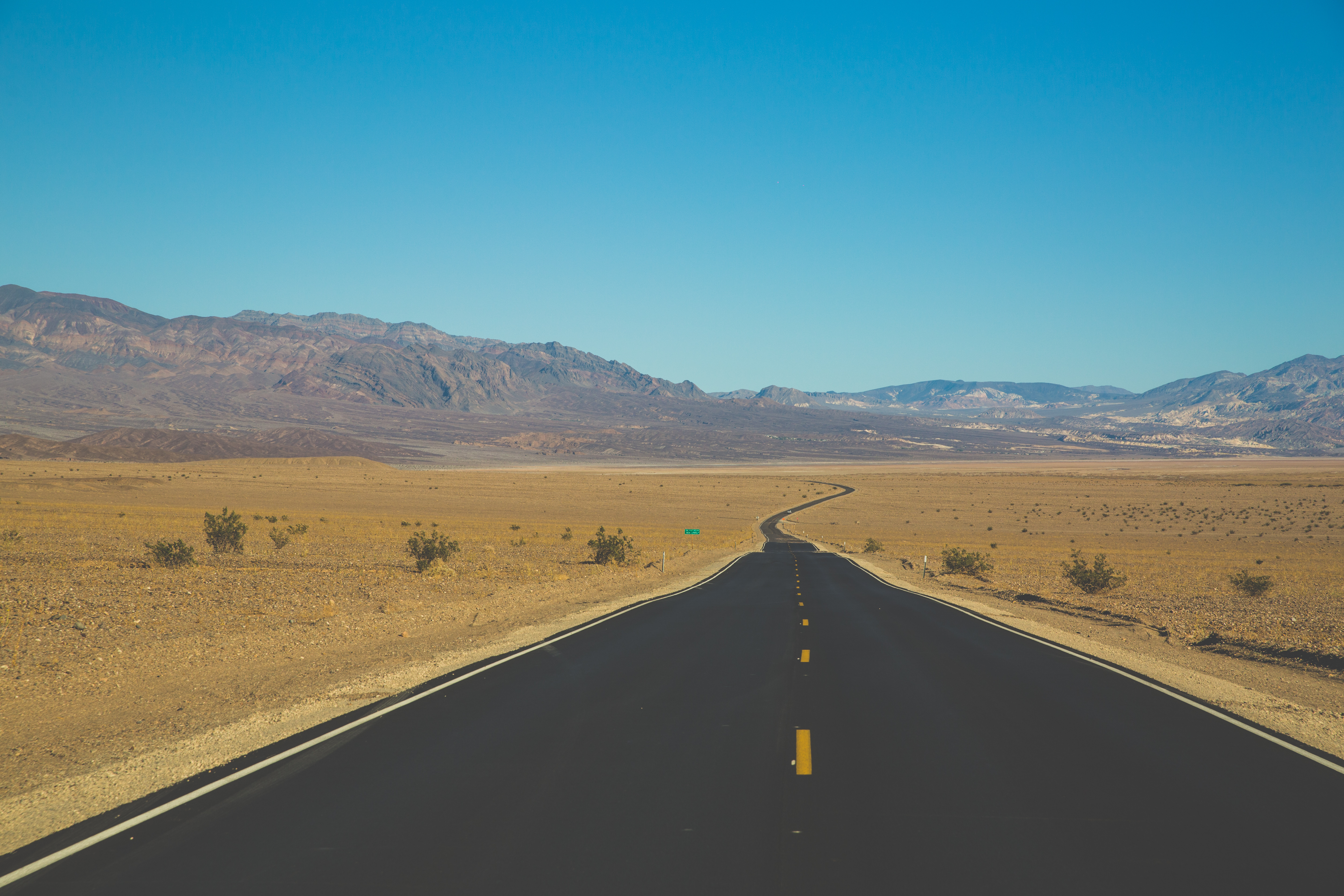
Vallée de la Mort.
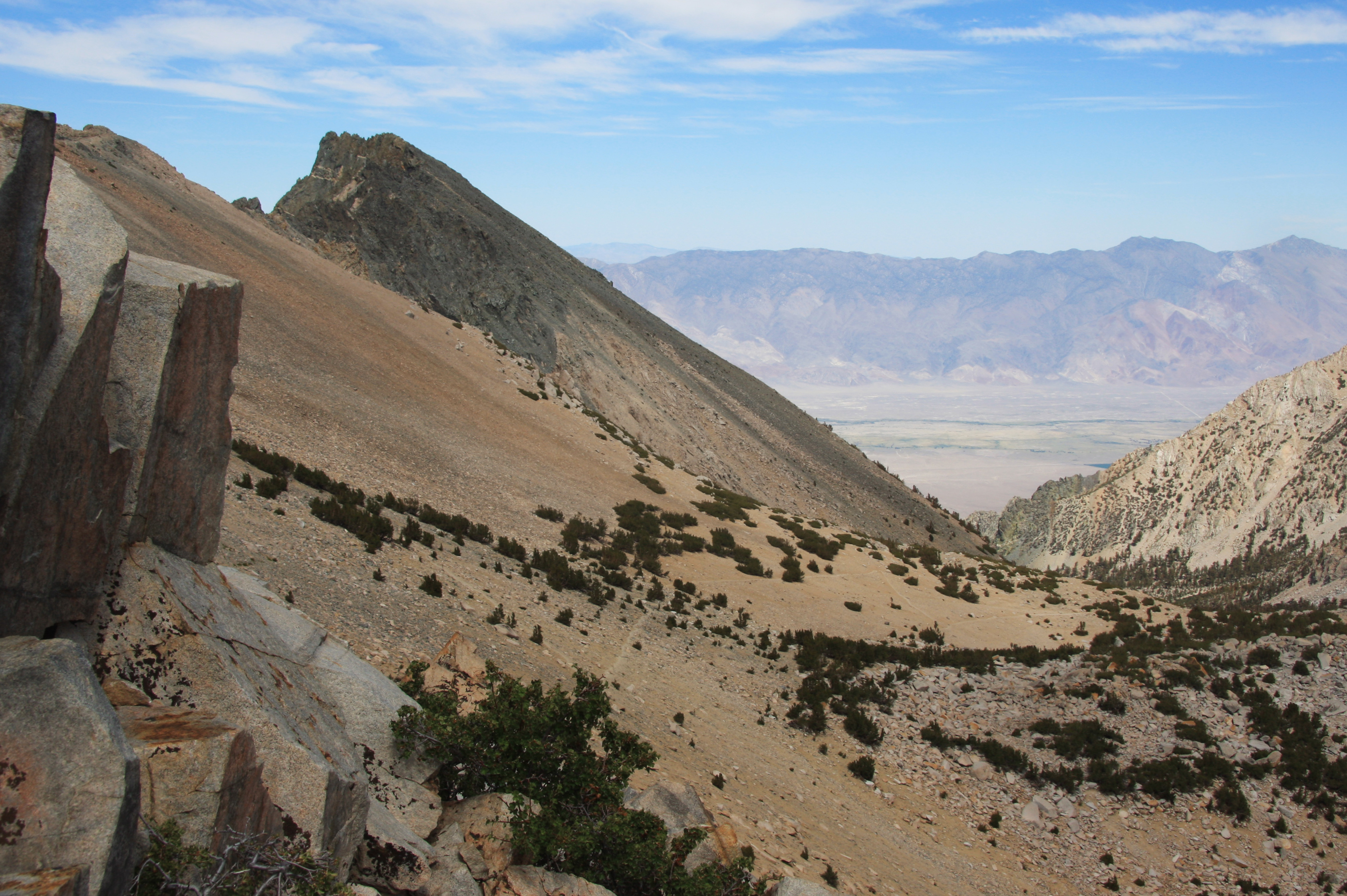
Vue depuis le col Kearsarge.

## Démographie
| 1870  | 1880  | 1890  | 1900  | 1910  | 1920  |
| ----- | ----- | ----- | ----- | ----- | ----- |
| 1 956 | 2 928 | 3 544 | 4 377 | 6 974 | 7 031 |

| 1930  | 1940  | 1950   | 1960   | 1970   | 1980   |
| ----- | ----- | ------ | ------ | ------ | ------ |
| 6 555 | 7 625 | 11 658 | 11 684 | 15 571 | 17 895 |

| 1990   | 2000   | 2010   | 2020   | - | - |
| ------ | ------ | ------ | ------ | - | - |
| 18 281 | 17 945 | 18 546 | 19 016 | - | - |